# Lula Reed
| Lula Marietta McClelland                  | Lula Marietta McClelland                  |
| Kattints az alábbi külső linkek egyikére! | Kattints az alábbi külső linkek egyikére! |
| ----------------------------------------- | ----------------------------------------- |
| Nem található szabad kép.(?)              |                                           |
| külső link · jogvédett                    | Lula Reed                                 |

Lula Reed (Mingo Junction, 1926. március 21. – Detroit, 2008. június 21.) amerikai rhythm and blues és gospel énekesnő. Két átütő slágere volt 1952-ben Sonny Thompson zongorista, zenekarvezető kiséretével. Később Freddy King gitárossal is lemezre vették.

## Pályakép
Lula Marietta McClelland az Ohio állambeli Mingo Junctionben született. Családja aztán az ohiói Port Clintonba költözött. Gyerekkorában a helyi egyházi kórusban énekelt.
Lula Reedet a vak gospel énekes, Harold Boggs mentorálta. Megnyert egy meghallgatást 50 másik jelentkező előtt Toledóban, így Sonny Thompson együttesének énekese lett. Thompson lemezein énekesként szerepelt. 1951 végén debütált a King Recordsnál a Henry Glover által írt „I'll Drown in My Tears” című dallal. A dal 1952-ben elérte az 5. helyet a Billboard R&B listáján, Ray Charles pedig 1956-ban vette fel „Drown in My Own Tears” címmel, komoly kereskedelmi sikerrel.
Reed következő lemeze, a „Let's Call It A Day” elérte a 7. helyet a Billboard R&B toplistáján. King későbbi lemezeinek többsége az ő nevével jött ki, bár folytatta a felvételeket Sonny Thompsonnal, aki 1954-ben a férje is lett.
Lula Reed sokoldalú énekesnő volt, előadott néhány gospelt, valamint bluest és R&B-t. 1954-es felvételét, a „Rock Love”-t később Little Willie John is feldolgozta. 1954-ben a Cash Box éves szavazásán a 4. R&B énekesnőnek választották. 1956-ig folytatta a felvételeket a King kiadónál. 1958-ban kiadott egy albumot korábbi felvételeiből „Blue And Moody” címmel.
Reed és Thompson 1958 és 1960 között a Chess Records leányvállalatának, az Argo-nak készített felvételeket. 1961-ben elkezdtek felvételeket készíteni a Federal kiadónak. A következő két évben hét kislemezt adott ki a Federalnál, ezek közül sokat Freddy kíséretében. 1962-ben kiadott egy albumot a Federalnál Boy-Girl-Boy címmel. Ezután a Ray Charles által alapított Tangerine kiadóra váltott.
Utolsó kislemeze 1967-ben jelent meg. Ezt követően otthagyta a zene-üzletet, mert cserbenhagyta az utolsó lemeztársaság, amelyhez aláírt. De a rhythm and blues továbbra is a fejénen járt, azt akarta, hogy unokái kövessék a nyomdokait.
Detroitban halt meg 2008-ban, 82 évesen.

## Albumok
- 1959: Blue and Moody
- 1962: Boy, Girl, Boy
- 2004: I'll Drown in My Tears
- 2005: 1951-1954
- 2010: Just A Little Bit: Federal's Queens Of New Breed R&B
- 2016: I'm a Woman (But I Don't Talk Too Much): The Best of the Rest
- ? Rock Love

## Fordítás
Ez a szócikk részben vagy egészben  a   Lula Reed című angol Wikipédia-szócikk ezen változatának fordításán alapul.  Az eredeti cikk szerkesztőit annak laptörténete sorolja fel. Ez a jelzés csupán a megfogalmazás eredetét és a szerzői jogokat jelzi, nem szolgál a cikkben szereplő információk forrásmegjelöléseként.